# Т-90М
Т-90М (індекс ГБТУ — Об'єкт 188АМ/188М) — російський основний бойовий танк, модернізація Т-90А. Експортні версії цих модифікацій танка відомі під найменуваннями Т-90СМ/МС.

## Історія
У 2004 році з ініціативи Уральського конструкторського бюро транспортного машинобудування в рамках НДДКР «Прорив-2» розпочато розробку варіантів модернізації. Результатом роботи став танк, який отримав назву Т-90АМ. У ході подальшої роботи, в рамках вже нової ДКР «Прорив-3», за основу модернізації танка було покладено успішні інженерно-технічні рішення танків Т-90АМ і Т-90МС. Також врахували військовий досвід експлуатації цих машин та їхні недоліки. Робота з конструювання танка Т-90М «Об'єкт 188М» стартувала на початку 2010-х років. «Об'єкт 188М» це варіант комплексної модернізації, що охоплює практично всі основні системи танка. Вперше танк був представлений публіці на міжнародному військово-технічному форумі «Армія-2018».

### Виробництво та закупівля
В листопаді 2016 року Індія розглядала можливість придбання 464 танків модифікації Т-90МС.
У 2017—2019 роках Міноборони Росії уклало три контракти на постачання танків Т-90М сумарним обсягом понад 160 машин. Перші два контракти на постачання 60 машин, з яких 10 нових та 50 модернізованих, із Т-90 ранніх модифікацій. Третій контракт на модернізацію Т-90А, що стоять на озброєнні, до рівня Т-90М. Перші машини Т-90М були передані до ЗС Росії навесні 2020, їх отримали 2-га Таманська мотострілецька дивізія та 1-ша танкова армія. На початку 2021 року УВЗ розпочав серійне виробництво та постачання для потреб Міноборони Росії танків Т-90М.
Уряд Єгипту в 2020 заявив про готовність придбати 500 танків модифікації Т-90МС.
За даними української розвідки, виробництво Т-90 було сповільнено через вплив міжнародних санкцій після початку вторгнення в Україну.
У статті журналу Forbes на початку жовтня 2023 року припускалося, що виробництво Т-90М збільшили через зростаючу кількість втрат Т-90 в Україні.
Міжнародний інститут стратегічних досліджень (IISS), що базується у Великій Британії, оцінює, що річне виробництво танків Т-90М може досягти до 90 одиниць у 2024 році. Однак, аналіз показує, що більшість цих Т-90М, ймовірно, є модернізованими версіями старих моделей Т-90А, а не новими танками. Джерела повідомляють, що з початку війни в Україні було поставлено понад 200 Т-90М. У вересні 2024 року інтернет сайт Military Watch Magazine (має зв'язки з РФ) повідомив, що спроби збільшити темпи виробництва до понад 1000 одиниць на рік виявилися невдалими, і виробництво залишається невизначеним, деякі повідомлення вказують на те, що понад 300 Т-90М буде поставлено протягом року.

## Конструкція
Т-90М має класичне компонування як і у Т-90, з розміщенням відділення управління в лобовій частині, бойового відділення — посередині та моторно-трансмісійного відділення — в кормовій частині. Екіпаж Т-90 складається з трьох осіб — механіка-водія, що розміщується у відділенні управління і навідника з командиром, що знаходяться в башті зліва і праворуч від гармати, відповідно

### Озброєння та захист
Встановлено новий автомат заряджання та модернізована гладкоствольна танкова гармата 2А46М-5 довжиною 48 калібрів, додаткове озброєння складається із 12,7 мм кулемета Корд і 7,62 мм ПКТ. Особливу увагу було приділено покращенню можливостей командира з пошуку цілей та управління вогнем, які тепер однаково ефективні і вдень, і вночі.
Танк оснащений модульним динамічним захистом третього покоління: встановлений динамічний захист «Релікт» замість «Контакт-5». Замінено на вогнестійкий протиосколковий матеріал типу кевлар, а також покращено систему пожежогасіння.
Активний захист має лише Т-90АМ. У ньому частково використовуються вузли комплексу активного захисту Афганіт, який у повній комплектації встановлюється на перспективний танк Т-14. В експортному варіанті танка — Т-90СМ — за бажанням замовника може встановлюватися КАЗ «Арена-Е»; у неї той самий принцип дії, але більш обмежена функціональність. На стройових Т-90М російської армії КАЗ відсутні.

### Двигун та керування
У форсованому двигуні В-92С2Ф потужністю 1130 кінських сил встановлено нові насос та форсунки, посилені шатуни та пальці, посилено конструкцію картерів, покращено якість лиття. При виробництві колінчастого валу стало використовуватися азотування. Покращений очищувач повітря зі збільшеним ресурсом. Оновлено систему захисту та оповіщення екіпажу при позаштатній роботі двигуна. В-92С2Ф запускається за мінімальної температури холодного пуску −20 °С. Амплітуда запуску у проміжку від -50 °С до +50 °С. Максимальна висота експлуатації — до 3000 метрів над рівнем моря. Маса двигуна — 1,07 тонни. Питома потужність — 0,72 кВт/кг (0,98 к. с. / кг).
Вихлопна система розташована в надгусеничному патрубку для зменшення температури корпусу та помітності танка для систем ІЧ-наведення. На відміну від колишніх дизелів В-46, В-84 та В-92 з окремою механічною трансмісією, новий двигун виконаний в єдиному уніфікованому блоці з автоматичною трансмісією.
Вперше в російському основному танку застосовано управління на основі штурвалу та система автоматичного перемикання передач (з можливістю переходу на ручну).
На оприлюднених фотографіях з трофейними Т-90М видно, що трансмісія залишилася без змін. Т-90М має обмежену швидкість заднього ходу (4,8 км/год), на ньому відсутній реверс трансмісії. Трансмісія забезпечує 7 передач вперед і одну назад, як і на Т-90. Низька швидкість заднього ходу не дозволяє оперативно залишити небезпечну зону, не підставляючи при цьому вразливу задню частину танка під удар, через що російська армія несе серйозні втрати танків сімейства Т-90 у війні проти України.

### Засоби спостереження та зв'язку
Встановлено нову башту, оснащену системою управління вогнем «Калина» з інтегрованою бойовою інформаційно-керівною системою тактичної ланки, яка може бути інтегрована аж до рівня дивізії. Чотири телекамери забезпечують майже круговий огляд, передаючи зображення на монітори командира та навідника. Кожна камера має поле зору 95 градусів по азимуту та 40 градусів за кутом місця.

## Варіанти
- Т-90СМ — експортний варіант танка Т-90АМ був представлений публіці 9 вересня 2011 на полігоні «Старатель» у Нижньому Тагілі в рамках VIII міжнародної виставки озброєнь Russian Expo Arms 2011[25]. Вартість однієї машини становить 4,14 млн доларів США.
  - Т-90СМК — експортний варіант танка Т-90АМК.
- Т-90МС «Тагіл» — експортний варіант танка Т-90М[26].

### Т-90М «Прорив»

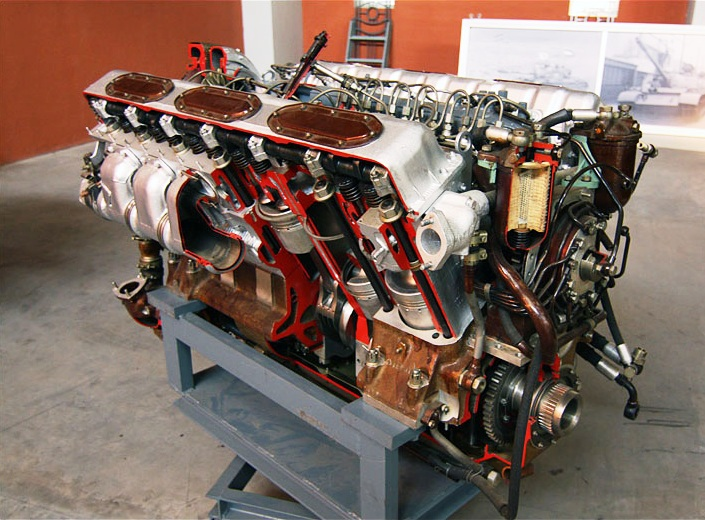
Російський двигун В-92 танка Т-90

Т-90М — новітня модифікація Т-90, робота над якою була розпочата за ініціативою УКБТМ в 2004 році за темою ОКР «Прорив». Вперше експортна версія цієї модифікації танка під найменуванням Т-90МС була представлена публіці 9 вересня 2011 на полігоні «Старатель» в Нижньому Тагілі в рамках VIII міжнародної виставки озброєнь REA-2011. Основними особливостями модернізації танка стали заміна старої башти на новий бойовий модуль, який оснащується вдосконаленою СУО «Калина» з інтегрованою бойовою інформаційно-керуючою системою тактичної ланки, новий автомат заряджання і модернізована гармата 2А46М-5, а також дистанційно керована зенітна установка «УДП Т05БВ-1». Встановлено ДЗ «Релікт» замість «Контакт-5».
Особливу увагу було приділено поліпшенню можливостей командира з пошуку цілей та управління вогнем озброєння однаково ефективно вдень і вночі. Вперше в російському основному танку застосовано управління на основі штурвала і система автоматичного перемикання передач з можливістю переходу на ручну. Немеханізований боєкомплект винесений за межі населеного простору, що підвищило живучість екіпажу. Для поліпшення рухливості і маневровості на модернізованому танку встановлено новий комбінований нічний прилад бачення водія і телекамера заднього огляду.
Маса нової версії, у порівнянні з базовою моделлю, збільшена на півтори тонни і становить 48 т, що як і раніше значно менше, ніж, наприклад, маса американських і німецьких аналогів. На танк встановлюється моноблочна силова установка В-93 потужністю 1130 кінських сил, розроблена на базі В-92С2Ф2. Прибрано антинейтронний підбій і замінений на вогнестійкий протиосколковий матеріал типу кевлар, а також поліпшена система пожежогасіння. Вогнева міць, захищеність і рухливість танка помітно покращилися, габарити танка не збільшилися і за масою він продовжує залишатися в класі до 50 т.

## Бойове застосування

### Російсько-українська війна

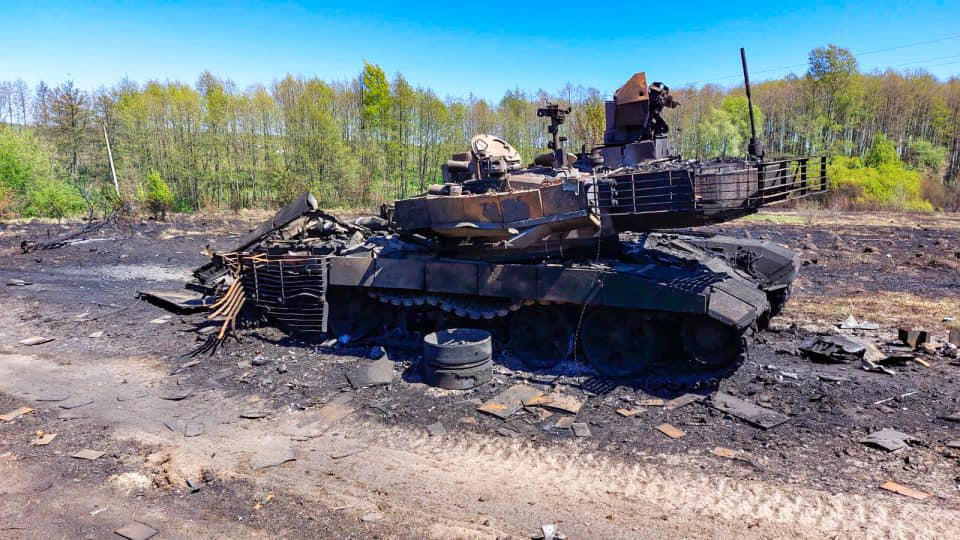
Знищений Т-90М на Харківщині в травні 2022

Під час вторгнення в Україну вперше було помічено танки Т-90М наприкінці квітня на Харківщині, а потім — на початку липня на Запоріжжі.
На початку серпня 2022 року російські соціальні мережі поширили фото танка Т-90М з комплексом «Накидка» та навареною на башту секцією сітчастого паркану (так званий «мангал» начебто для захисту від боєприпасів типу FGM-148 Javelin, що уражають бронетехніку у верхню півсферу).
Під час вересневого контрнаступу Сил оборони України у Харківській області був захоплений Т-90М «Прорив» у працездатному стані з комплексом «Накидка». Імовірно, машину покинули російські танкісти «Кантемирівської дивізії».
В грудні 2022 року українські військові знищили іще один Т-90М «Прорив» — танк втратив хід через розрив гусениці (імовірно, внаслідок підриву на міні) та був покинутий екіпажем. Вночі він був добитий скинутими з БПЛА R18 протитанковими гранатами РКГ-3.
В серпні 2023 року українські військові підбили одразу танковий взвод — три танка Т-90М «Прорив» поблизу Андріївки на Бахмутському напрямку.
Під час відступу з села Роботине росіяни добивали покинутий Т-90М «Прорив» боєприпасом «Ланцет».
Не пізніше 13 січня 2024 року, на Авдіївському напрямку дві БМП Бредлі 47-ї ОМБр вступили в бій з російським Т-90М в районі Степового. Екіпаж Бредлі, використовуючи 25-мм гармату, вивів з ладу системи танку, та пошкодив механізм повертання башти, що змусило її беззупинно крутитись. Запанікувавши, водій танку почав здавати назад і в‘їхав в дерево. Пізніше 47 ОМБр добила танк FPV-дроном.
Не пізніше 20 серпня 2024 року, українські військові під час наступальної операції у Курській області захопили 2 одиниці Т-90М «Прорив».
Станом на 22 липня 2025 року редактори Oryx Blog знайшли фото чи відео підтвердження безповоротної втрати Росією 96 танків Т-90 «Прорив» (з них 89 знищено і 7 захоплено силами ЗСУ), ще низка були пошкоджені. Також 28 танків було покинуто російськими військовими (поточний стан покинутих танків невідомий).

## Втрати
Станом на 16 березня 2023 року було знищено щонайменше 15 російських танків Т-90М «Прорив».
- На початку травня 2022 року один такий танк було знищено тероборонівцями на Харківщині за допомогою гранатомета Carl Gustaf[43][44].
- 10 липня 2022 бійці 93 ОМБр ЗСУ опублікували відео знищення декількох танків противника, серед яких був Т-90М «Прорив». Цей танк став другим російським Т-90М, чию втрату в ході війни було візуально підтверджено[45].
- У середині вересня 2022 року танк Т-90М був покинутий екіпажем після підриву на міні та захоплений силами ЗСУ під час операції на Харківщині[46].
- 16 жовтня 2022 року поблизу Бахмута танк Т-90М був підбитий бійцями 93 ОМБр ЗСУ та покинутий екіпажем[47].
- У вересні 2022 року на дорозі поруч з селом Кислівка (Харківська область) було розбито колону у складі якої був Т-90М[48].
- 3 грудня 2022 року було опубліковано відео з трофейним Т-90М, що був захоплений на Луганщині[49].
- 14 грудня 2022 року підрозділ ПТРК «Дайвер» знищив Т-90М з українського ПТРК Стугна-П[50].
- 26 грудня 2022 року підбитий танк Т-90М було захоплено поблизу Кремінної[51].
- 26 грудня 2022 року було опубліковано відео знищення пошкодженого та покинутого екіпажем Т-90М за допомогою ручних протитанкових гранат РКГ-3, що були скинуті на танк операторами ударного БПЛА R18[52].
- 15 січня 2023 року бійці 92 ОМБр за допомогою гранатомета АТ4 знищили танк Т-90М «Прорыв-3» з комплексом «Накидка» поблизу селища Новоселівське на Луганщині[53].
- У лютому 2023 року танк Т-90М був підбитий десантниками 79 ОДШБр ЗСУ та покинутий екіпажем[54].
- Не пізніше 19 лютого 2023 року черговий Т-90М був знищений бійцями 14 ОМБр ЗСУ на Харківщині[55].
- Не пізніше 4 травня 2023 року черговий Т-90М був знищений гранатою бійцями 5 ОШБр ЗСУ[56].
- Не пізніше 24 липня 2023 року нацгвардійці знищили три російські танки Т-90М «Прорив» на Лиманському напрямку[57].
- 9 липня 2024 року стало відомо, що сили оборони України знищили Т-90М високоточним снарядом BONUS[58].
- 2 танки Т-90М були захоплені українськими військовими в ході боїв у Курській області протягом серпня 2024[59].

## Оператори
- Росія: 400 одиниць Т-90М на озброєнні, станом на 2025 рік[60][61].
  - 2-га гвардійська Таманська мотострілецька дивізія
- Україна: Невідома кількість на озброєнні Національної гвардії України[62]. 7 одиниць захоплено в ході російсько-української війни, за підрахунками сайту Oryx.

## Галерея

На VIII міжнародній виставці озброєнь Russian Expo Arms 2011
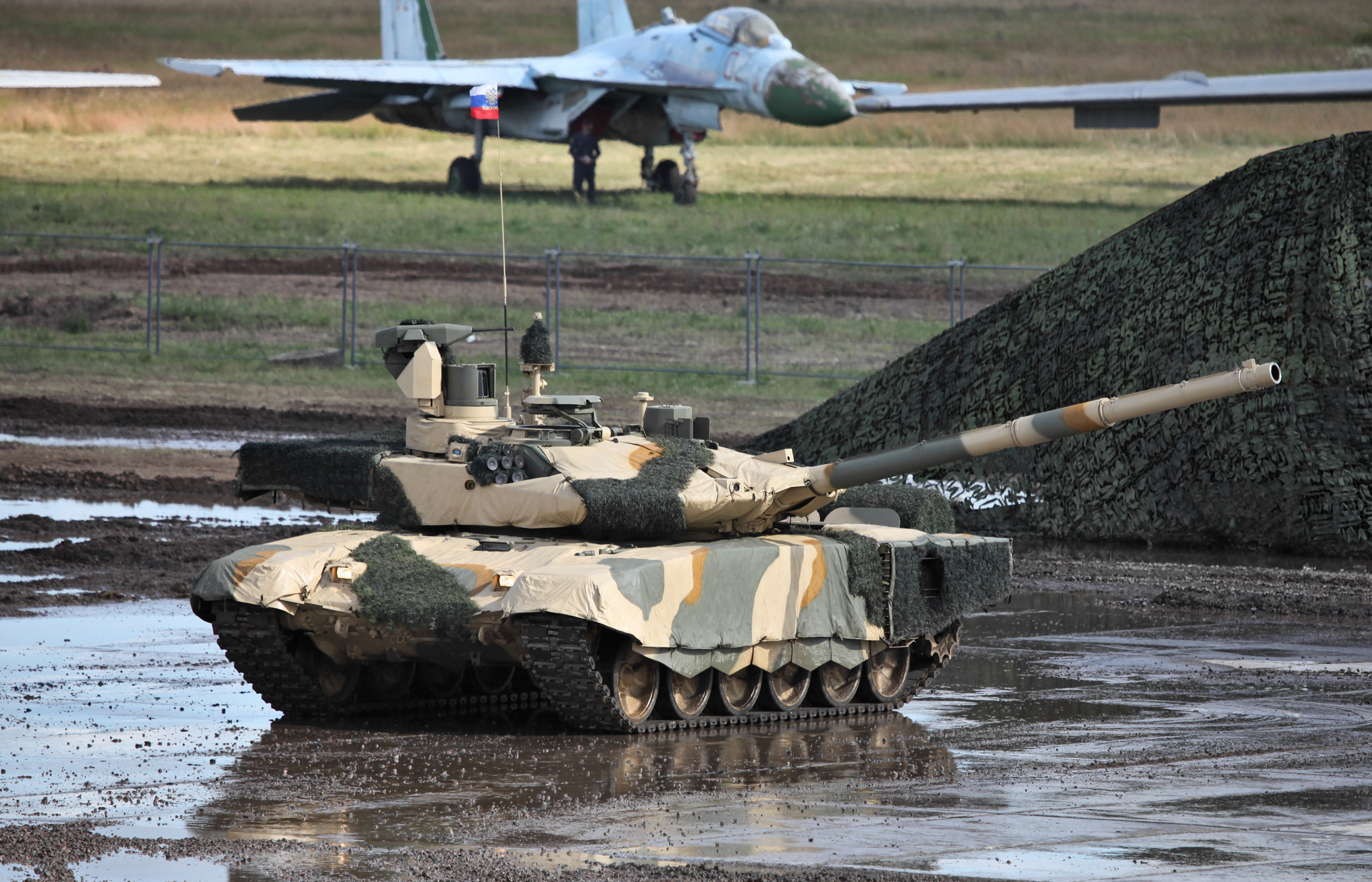
Т-90МС в комплекті «Накидка» на Russian Expo Arms 2011
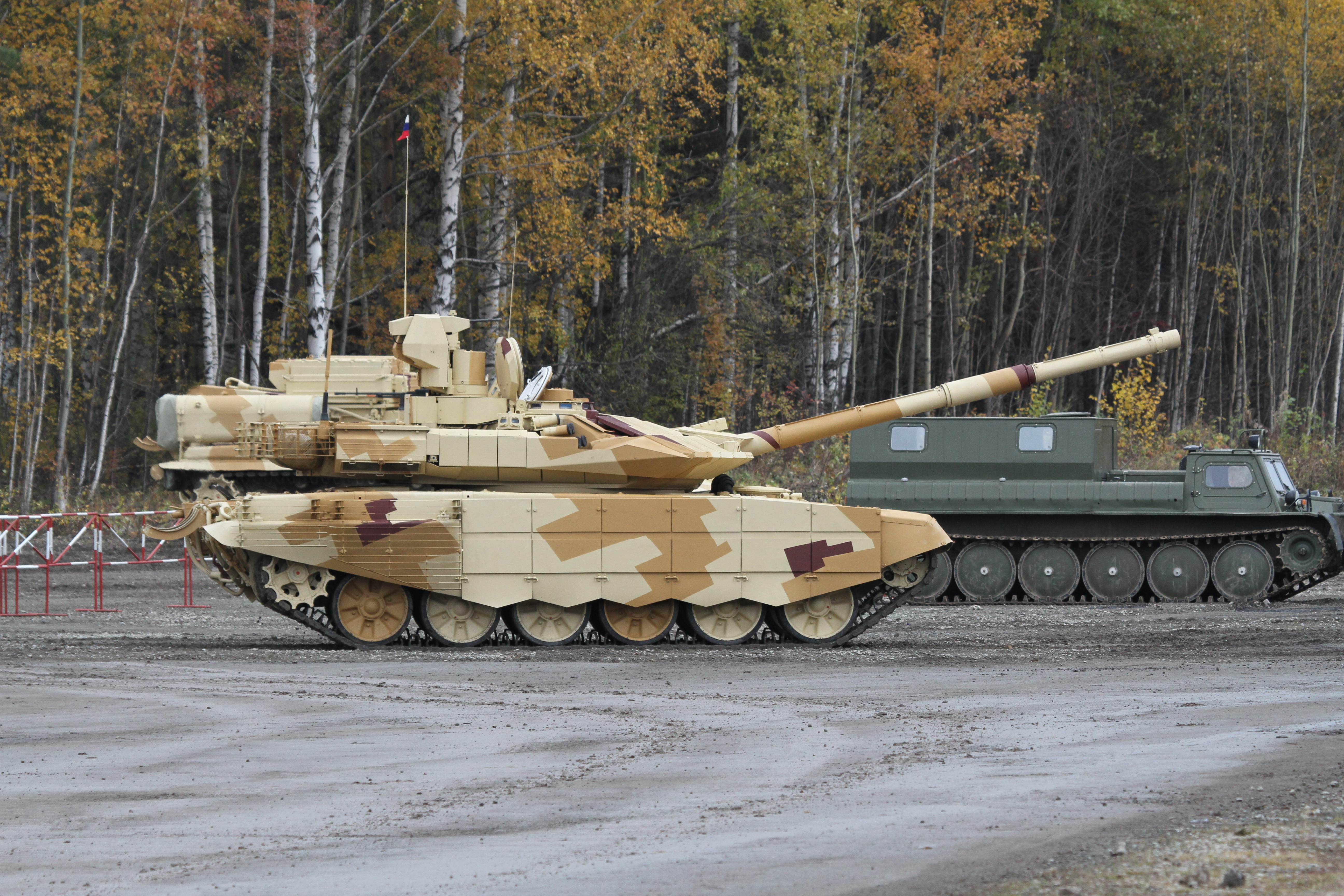
Т-90МС
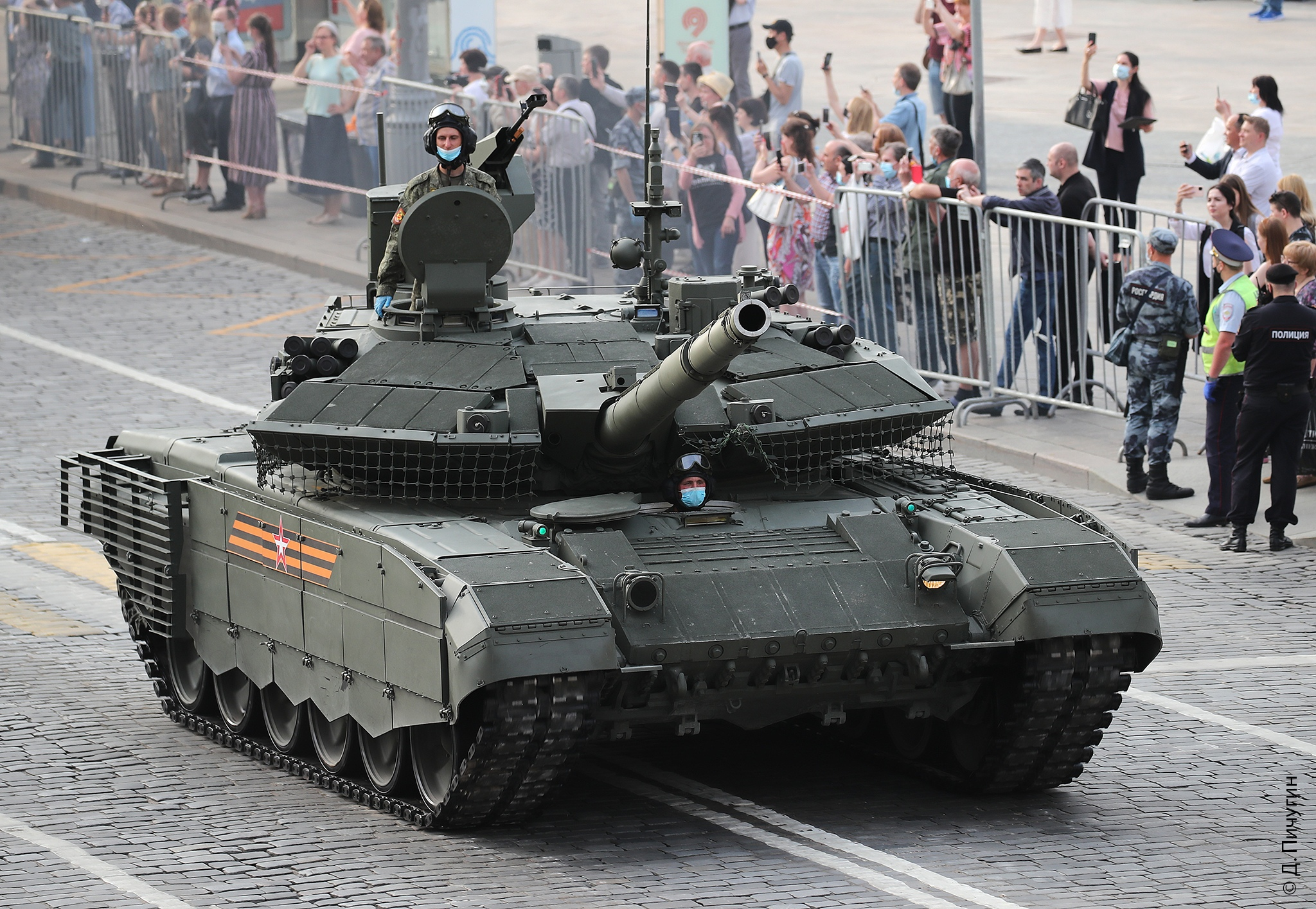
Т-90М на параді в 2021